# ميرفن راي هيوز
ميرفن راي هيوز (بالإنجليزية: Mervin Ray Hughes) (ولد عام 1944) هو قاتل متسلسل أمريكي أُدين بقتل ثلاث نساء في ولاية كاليفورنيا بين عامي 1986 و1999. وهو يقضي حاليًا حكمًا بالسجن مدى الحياة دون إمكانية الإفراج المشروط.

## الجرائم
ارتكب هيوز أول جريمة قتل معروفة في 27 مايو 1986، حين عُثر على جثة امرأة تبلغ من العمر 27 عامًا تدعى ليتريس مونتيج في منزلها في أوكلاند، وكانت قد تعرضت للضرب والخنق. في عام 1992، عُثر على جثة امرأة أخرى، بيتي ستيوارت، وهي مشردة تبلغ من العمر 32 عامًا، تعرضت للخنق بطريقة مماثلة.
في عام 1999، قتلت ناديا بروبير، وهي امرأة في الأربعينيات من عمرها، خنقًا أيضًا، وعُثر على حمض نووي يعود لهيوز في مسرح الجريمة. ألقت الشرطة القبض عليه بعد تحقيق جنائي مطوّل وربطت بينه وبين الجرائم الثلاث من خلال أدلة الحمض النووي.

## الإدانة
في عام 2005، أُدين ميرفن راي هيوز بثلاث تهم بالقتل من الدرجة الأولى، وصدر بحقه حكم بالسجن مدى الحياة دون إمكانية الإفراج المشروط. لم يُظهر أي ندم أثناء المحاكمة، ورفض الاعتراف بالذنب.

## الحالة الراهنة
يقضي هيوز عقوبته في أحد سجون ولاية كاليفورنيا، ولم يتم تسجيل أي تحرك قانوني للاستئناف أو طلب تخفيف الحكم.